# Stato d'emergenza in India

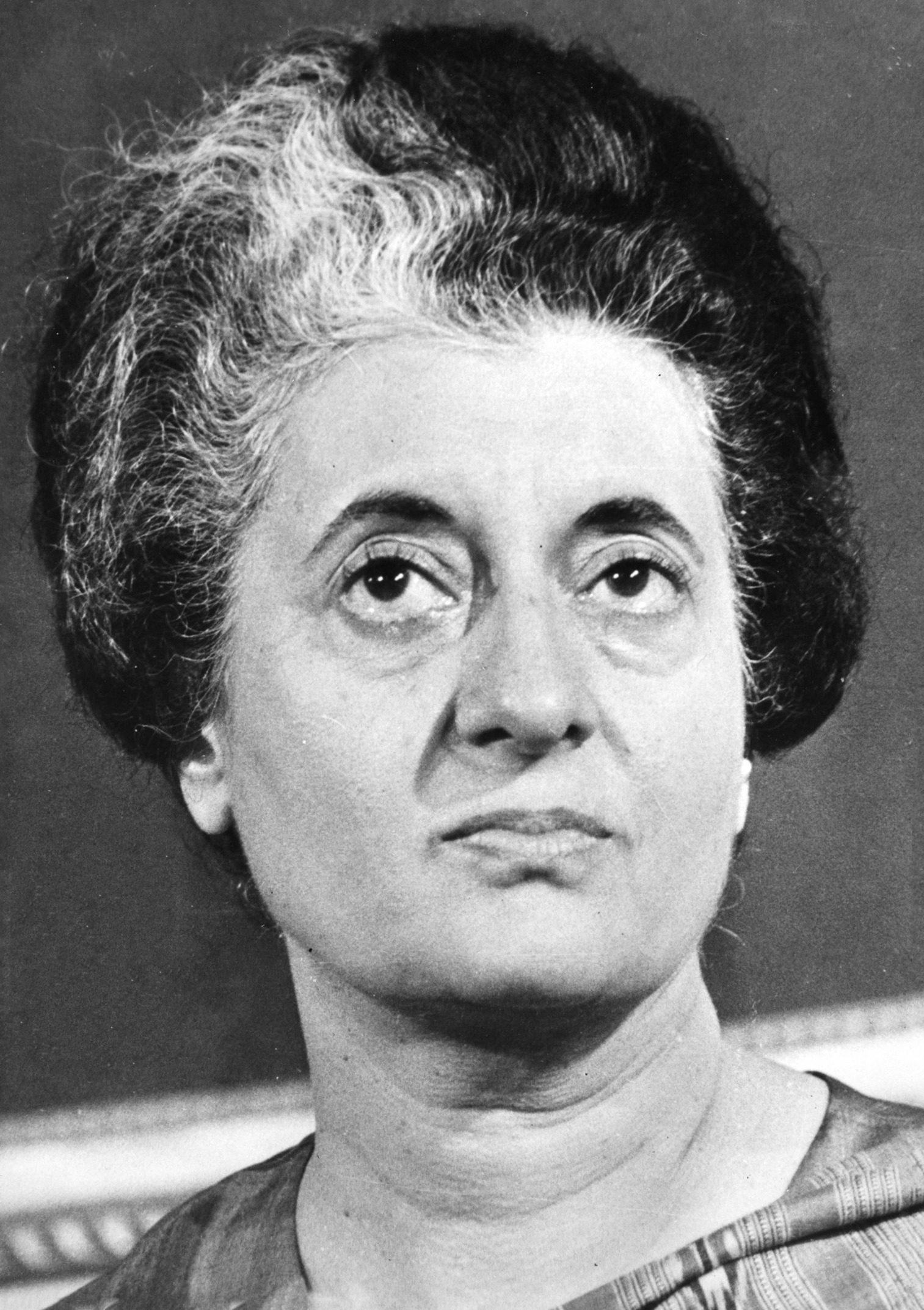
La prima ministra Indira Gandhi.

Lo stato d'emergenza in India degli anni 1975-1977 (noto in inglese come The Emergency) fu instaurato da Indira Gandhi e motivato sulla base di "insubordinazioni interne" e riferite minacce interne ed esterne allo Stato. Durò ventuno mesi, dal 25 giugno 1975 al 21 marzo 1977.

## Antefatti
A fine anni '60 la prima ministra Indira Gandhi iniziò a concentrare il potere nell'esecutivo e a spostarsi verso politiche socialiste (tra le altre azioni, vi fu la nazionalizzazione di 14 banche indiane), animando un dibattito molto acceso all'interno del suo partito.
Alle elezioni del 1971 la Gandhi si presentò con lo slogan e il programma Garibi Hatao ("Rimuovere la povertà"), sconfiggendo sia gli altri partiti con una vittoria a valanga, sia il rivale Raj Narain nel suo stesso collegio nel 1974. Questi, però, denunciò la Gandhi stessa perché vi sarebbero state pesanti frodi elettorali.
Al termine di un processo, il 12 giugno 1975 l'Alta Corte di Allahabad annullò l'elezione della Gandhi e quest'ultima, invece di dimettersi, decise di continuare a governare sospendendo la democrazia e governando per decreto. All'insorgere dell'opinione pubblica (anche per via delle ristrettezze causate fino ad allora dalla crisi petrolifera del 1973 e le continue guerre con il Pakistan), la prima ministra decise di indire lo Stato d'Emergenza.

## Storia
La legge per l'instaurazione dello Stato d'Emergenza fu consigliata dal Presidente dell'India Fakhruddin Ali Ahmed in base agli Articoli 352 e 356 della Costituzione, e approvata tra luglio e agosto 1975, ma già di fatto attiva dal 25 giugno. In base al dettame costituzionale, fu previsto che lo Stato d'Emergenza fosse rinnovato di volta in volta ogni 6 mesi, con un'approvazione del parlamento.

### Amministrazione
La Gandhi elaborò un piano programmatico di 20 punti (in seguito 25 in totale) per aumentare la produzione industriale e agricola, migliorare i servizi pubblici e combattere la povertà e l'analfabetismo. Oltre a ciò, nel 1976 fu promulgato il 42° emendamento alla Costituzione che aggiunse le due parole "secolare" e "socialista", come caratteristiche dello Stato indiano.
Vari provvedimenti includevano agevolazioni per la classe media e per le imprese, parziale socializzazione delle imprese con più di 500 dipendenti, ma anche decurtazione di bonus e salari per i lavoratori, diminuzione della spesa pubblica con programmi di austerità, controllo dell'inflazione e altro ancora. Fu anche iniziato un programma obbligatorio di sterilizzazione di massa per contenere il veloce aumento della popolazione, oltre a un programma di demolizioni di vecchi edifici nella capitale per renderla più attraente (in totale vennero demolite circa 150.000 strutture), oltre ad altre demolizioni nelle altre città principali.
Furono arrestati sin da subito molti leader dell'opposizione e delle proteste, sciolti vari partiti e ristrette le libertà individuali: in totale vi furono oltre centomila arresti con le leggi speciali sulla pubblica sicurezza appositamente promulgate.

### Le elezioni del 1977 e la fine
Il 18 gennaio 1977 la Gandhi annunciò nuove elezioni per il marzo successivo, iniziando ad allentare le misure restrittive e a rilasciare gli incarcerati. Le elezioni si tennero tra il 16 e 20 marzo e portarono a una netta vittoria dei partiti delle opposizioni che si erano coalizzate contro la Gandhi, il Janata Party. La stessa Gandhi fu battuta nel proprio collegio a Rae Bareli, venendo sorpassata dallo stesso rivale di 6 anni prima, così come lo Stato federato indiano dell'Uttar Pradesh, storico bastione elettorale del CNI, le si rivoltò contro.

## Conseguenze
Le misure intraprese durante i 21 mesi dello Stato d'Emergenza continuano a far discutere ancora oggi: vi sono parecchi intellettuali e mass media critici, ma anche di favorevoli.